# Parapholidoptera bolkarensis
Parapholidoptera bolkarensis är en insektsart som beskrevs av Battal Çiplak 2000. Parapholidoptera bolkarensis ingår i släktet Parapholidoptera och familjen vårtbitare. Inga underarter finns listade i Catalogue of Life.